# 隆浜
隆浜 ( 2003年9月8日—) 是一隻海歸大熊貓，出生於日本的和歌山冒險世界。父母為大熊貓永明和梅梅，他與雙胞胎弟弟秋浜於2007年10月回到中國。他曾在2016-2020年出差到淮安市動物園，目前其在成都大熊貓基地生活。他性格溫柔及隨意，也擁有浜家族的長鼻子。